# Mala Soltanivka, Vasîlkiv
Mala Soltanivka (în ucraineană Мала Солтанівка) este localitatea de reședință a comunei Mala Soltanivka din raionul Vasîlkiv, regiunea Kiev, Ucraina.

## Demografie
Componența lingvistică a localității Mala Soltanivka
     Ucraineană (97,03%)
     Rusă (2,15%)
     Alte limbi (0,37%)
Conform recensământului din 2001, majoritatea populației localității Mala Soltanivka era vorbitoare de ucraineană (97,03%), existând în minoritate și vorbitori de rusă (2,15%).